# Åland United
Åland United is een vrouwenvoetbalclub afkomstig van de Ålandseilanden. In 2004 werd de club opgericht nadat Lemlands IF en IF Finströms Kamraterna de krachten bundelden. In 2008 sloten zich nog drie andere voetbalclubs aan om het vrouwenvoetbal op de autonome eilandengroep te versterken. Åland United speelt mee in de Finse voetbalcompetities. In 2009, 2013 en 2020 werd het Fins landskampioen.